# The Optical Society
Optica (OSA, ursprünglich: Optical Society of America, später auch Optical Society) ist eine 1916 gegründete wissenschaftliche Gesellschaft. Ihr Hauptziel ist das „Schaffen, Erhalten und Teilen von Wissen“ auf dem Gebiet der Optik und Photonik.
Hauptsitz der OSA ist in Washington, D.C.
Die OSA hatte im Jahr 2021 ca. 22.000 Mitglieder.
Ab 2008 nannte sie sich statt Optical Society of America nun OSA – The Optical Society. 2021 erfolgte eine erneute Namensänderung, um eine geographische Unabhängigkeit zu verdeutlichen. Der neue Name Optica ist der gleiche wie der Name einer von der Gesellschaft herausgegebenen Zeitschrift (siehe: Optica).

## Konferenzen
Die OSA veranstaltet jährlich stattfindende Konferenzen wie
- CLEO/QELS (Conference on Lasers and Electro-Optics / Quantum Electronics and Laser Science Conference)
- OFC/NFOEC (Optical Fiber Communication / National Fiber Optic Engineers Conference)
- PhAST (Photonic Applications, Systems and Technologies)

## Publikationen
- das OSA Color System

### Fachzeitschriften
- Journal of the Optical Society of America A – Schwerpunkt klassische Optik
- Journal of the Optical Society of America B – Schwerpunkt Quantenoptik, Laser, nichtlineare Optik
- Journal of Optical Networking – Online-Zeitschrift mit Schwerpunkt optische Netze
- Applied Optics – Anwendungen im Bereich der Optik
- Optical Materials Express – Online-Zeitschrift über Synthese, Verarbeitung und Charakterisierung von Materialien für Anwendungen in Optik
- Optics Express – Online-Zeitschrift über Neuentwicklungen in allen Bereichen der Optik
- Optics Letters
- Journal of Lightwave Technology (herausgegeben gemeinsam mit dem IEEE)
- Journal of Optical Technology (Übersetzung der russischen Zeitschrift Opticheskii Zhurnal)
- Optics and Spectroscopy (Übersetzung der russischen Zeitschrift Optika i Spektroskopiya)
- Chinese Optics Letters (nur Vertrieb außerhalb Chinas)
- Optica

## Auszeichnungen
Für herausragende wissenschaftliche Beiträge werden eine Reihe von Preisen und Ehrungen vergeben. Die höchste Auszeichnung der OSA ist die Frederic Ives Medal. Daneben gibt es seit 1975 den R. W. Wood Prize, seit 1981 den Charles Hard Townes Award, seit 1970 den William F. Meggers Award in Spektroskopie, seit 1982 den Max Born Award, die Edwin H. Land Medal und seit 1940 die Adolph Lomb Medal.

## OSA-Präsidenten
Präsidenten der OSA waren oder sind:
- 2024 Gerd Leuchs
- 2023 Michal Lipson
- 2022 Satoshi Kawata
- 2021 Constance J. Chang-Hasnain
- 2020 Stephen D. Fantone
- 2019 Ursula Gibson
- 2018 Ian Walmsley
- 2017 Eric Mazur
- 2016 Alan E. Willner
- 2015 Philip St. John Russell
- 2014 Philip H. Bucksbaum
- 2013 Donna Strickland
- 2012 Tony Heinz
- 2011 Christopher Dainty
- 2010 James C. Wyant
- 2009 Thomas M. Baer
- 2008 Rod C. Alferness
- 2007 Joseph H. Eberly
- 2006 Eric Van Stryland
- 2005 Susan Houde-Walter
- 2004 Peter L. Knight
- 2003 G. Michael Morris
- 2002 Anthony M. Johnson
- 2001 Richard C. Powell
- 2000 Erich P. Ippen
- 1999 Anthony E. Siegman
- 1998 Gary C. Bjorklund
- 1997 Janet S. Fender
- 1996 Duncan T. Moore
- 1995 Tingye Li
- 1994 Robert L. Byer
- 1993 Elsa M. Garmire
- 1992 Joseph W. Goodman
- 1991 John N. Howard
- 1990 Richard L. Abrams
- 1989 Herwig Kogelnik
- 1988 William B. Bridges
- 1987 Robert G. Greenler
- 1986 Jean M. Bennett
- 1985 Robert R. Shannon
- 1984 Donald R. Herriott
- 1983 Kenneth M. Baird
- 1982 Robert P. Madden
- 1981 Anthony J. DeMaria
- 1980 Warren J. Smith
- 1979 Dudley Williams
- 1978 Emil Wolf
- 1977 Peter Franken
- 1976 Boris P. Stoicheff
- 1975 Arthur L. Schawlow
- 1974 F. Dow Smith
- 1973 Robert E. Hopkins
- 1972 Aden B. Meinel
- 1971 Bruce H. Billings
- 1970 W. Lewis Hyde
- 1969 Karl G. Kessler
- 1968 Arthur F. Turner
- 1967 John A. Sanderson
- 1966 Van Zandt Williams
- 1965 Seibert Q. Duntley
- 1964 Richard C. Lord
- 1963 Stanley S. Ballard
- 1962 David MacAdam
- 1961 Wallace R. Brode
- 1960 James G. Baker
- 1959 John D. Strong
- 1958 Irvine C. Gardner
- 1955–1957 Ralph A. Sawyer
- 1953–1954 Deane B. Judd
- 1951–1952 Brian O’Brien
- 1949–1950 William F. Meggers
- 1947–1948 Rudolf Kingslake
- 1945–1946 George R. Harrison
- 1943–1944 August H. Pfund
- 1941–1942 Archie G. Worthing
- 1939–1940 Kasson S. Gibson
- 1937–1938 Roswell Clifton Gibbs
- 1935–1936 Arthur C. Hardy
- 1933–1934 Wilbur B. Rayton
- 1932 Eugene C. Crittenden
- 1930–1931 Loyd A. Jones
- 1928–1929 Irwin G. Priest
- 1926–1927 William E. Forsythe
- 1924–1925 Herbert E. Ives
- 1922–1923 Leonard T. Troland
- 1921 James P. C. Southall
- 1920 Floyd K. Richtmyer
- 1918–1919 Frederick Eugene Wright
- 1916–1917 Perley G. Nutting